# Cecilia Carranza Saroli
Cecilia Carranza Saroli (* 29. Dezember 1986 in Rosario) ist eine argentinische olympische Seglerin.

## Leben
Bei den Olympischen Sommerspielen 2008 in Peking nahm sie an der Women’s Laser Radial-Klasse teil und belegte den 8. Platz. Sie gewann die Goldmedaille bei den Panamerikanischen Spielen 2011 in Guadalajara (Mexiko). Bei den Olympischen Sommerspielen 2012 in London belegte sie im selben Event den 21. Platz. Bei den Olympischen Sommerspielen 2016 in Rio gewann sie gemeinsam mit ihrem Seglerkollegen Santiago Lange die Goldmedaille mit dem bei diesen Spielen erstmals eingesetzten Katamaran Nacra 17.
Während der Eröffnungsfeier der Olympischen Spiele in Tokio 2020 am 23. Juli 2021 war sie gemeinsam mit ihrem Seglerkollegen Santiago Lange die Fahnenträgerin der argentinischen Olympiamannschaft.